# Mosunmola Michael
Mosunmola Michael (nascido em 16 de julho de 1992) é uma educadora, empreendedora e fundadora da ExcelMind LLC, uma entidade de tutoria que prepara estudantes para o sucesso acadêmico. Michael tem paixão pela educação e sua jornada no campo tem sido inspiradora.

## Início da vida e carreira
Mosunmola Michael nasceu e cresceu na estado de lagos, Nigéria, onde frequentou a Saka Tinubu Memorial High School no estado de Lagos, entre 2000 e 2006. Após concluir seu ensino médio, ela cursou bacharelado em Ciências em Economia Doméstica e Gestão Hoteleira na Universidade de Educação Tai Solarin em Ijebu Ode, estado de Ogun, entre 2008 e 2012.
Após sua graduação, Michael começou a trabalhar como assistente de oficial de educação na Anglican Girls Grammar School em Ijebu Ode, estado de Ogun. Mais tarde, ela ingressou na Comissão de Serviço de Ensino do Estado de Lagos como oficial de educação.
Em 2020, Michael fundou a ExcelMind LLC, uma empresa que oferece serviços de tutoria e preparação para testes. A plataforma fornece simuladores de exame de entrada em tempo real, tutoriais online e planos de estudo personalizados para os alunos. A ExcelMind oferece suporte para mais de 80 exames locais, internacionais e profissionais, oferecendo uma solução abrangente para estudantes que buscam o sucesso acadêmico e ganhou reconhecimento na Nigéria.
Mosunmola é membro do Conselho de Registro de Professores da Nigéria (TRCN), da Associação de Professores de Economia Doméstica da Nigéria (HETAN), da Associação de Ciências Domésticas da Nigéria e da Federação Internacional de Economia Doméstica.

## Trabalhar
Michael escreveu dois livros. Estes incluem:
- Path to Exam Success: 2022.[15]
- From High School To Higher Learning: "Achieving Your Dreams Through University Entrance Exams", 2022.[16]

## Prêmios e reconhecimento
Mosunmola Michael recebeu várias premiações e honras por suas contribuições ao campo da educação.
- Em 2019, Michael foi reconhecida como uma das "Vencedoras Notáveis" por sua imensa contribuição ao setor educacional da Nigéria pela Word Rhymes & Rhythm.
- Em 2020, Michael foi nomeada uma das "Professoras Inspiradoras do Ano" pela MeadowHall Foundation e recebeu o prêmio de "Melhor Professora do Ano" da Initiative for Socioeconomic & Ecological Advancement.
- Em 2021, ela foi homenageada com o "Prêmio de Professores Notáveis" pela Hopegate Foundation.
- Além disso, ela recebeu o prêmio "Yeloto African Child Foundation Awardee" de 2021 da Yeloto Inc.

## Vida pessoal
Mosunmola Michael é uma educadora, empresária e defensora do sucesso acadêmico nigeriana.